# 5680 Nasmyth
5680 Nasmyth eller 1989 YZ1 är en asteroid i huvudbältet som upptäcktes den 30 december 1989 av den australiensiske astronomen Robert H. McNaught vid Siding Spring-observatoriet. Den är uppkallad efter den brittiske astronomen James Nasmyth.
Den tillhör asteroidgruppen Themis.